# Exército Prussiano
O Exército Real Prussiano (1701–1919, em alemão: Königlich Preußische Armee) serviu como exército do Reino da Prússia. Tornou-se vital para o desenvolvimento da Prússia como uma potência política e militar europeia e dentro da Alemanha.
O Exército Real Prussiano teve suas raízes nas principais forças mercenárias de Brandemburgo-Prússia durante o longo conflito religioso da Guerra dos Trinta Anos de 1618–1648. O eleitor Frederico Guilherme (1620–1688, reinou de 1640–1688) desenvolveu-o em um exército permanente viável, enquanto o rei Frederico Guilherme I da Prússia (1688–1740, reinou de 1713–1740) aumentou drasticamente seu tamanho e melhorou suas doutrinas. O rei Frederico, o Grande (1712–1786, reinou de 1740 a 1786), um formidável comandante em batalha, liderou as disciplinadas tropas prussianas à vitória durante as Guerras da Silésia do século XVIII e aumentou muito o prestígio e a reputação militar em toda a Europa e entre a miscelânea de vários estados alemães, reinos, ducados, principados e cidades livres da liderança no leste do crescente Reino da Prússia. 
No entanto, o Exército Prussiano tornou-se obsoleto e carente de recursos décadas depois, no início do século XVIII e início do século XIX, para enfrentar o desafio do Ocidente, começando com a convulsão política e social da Revolução Francesa de 1789–1793, a derrubada da monarquia francesa, a execução do Rei Luís XVI e da Casa Real de Bourbon. Os conflitos contínuos que se espalharam pelas fronteiras francesas nas seguintes Guerras Revolucionárias Francesas (1792–1802), depois nas Guerras Napoleônicas e na ascensão do Primeiro Império Francês da França sob Napoleão Bonaparte (1769–1821), derrotaram a Prússia na Guerra da Quarta Coalizão em 1806–1807. 
Entretanto, sob a liderança subsequente de Gerhard von Scharnhorst (1755–1814), os reformadores militares prussianos começaram a modernizar o Exército Real Prussiano, o que contribuiu muito para a derrota final e o exílio de Napoleão durante a Guerra da Sexta Coalizão. No entanto, os conservadores interromperam algumas das reformas e o Exército Prussiano posteriormente se tornou um baluarte do governo real prussiano conservador. 
No século XIX, o Exército Prussiano travou guerras bem-sucedidas contra o Reino da Dinamarca na Segunda Guerra do Eslésvico de 1864; contra o Império Austríaco na Guerra Austro-Prussiana de 1866; e na Guerra Franco-Prussiana de 1870–1871 com o Segundo Império Francês, liderado pelo Imperador Napoleão III; o que permitiu à Prússia liderar e dominar na Unificação da Alemanha, estabelecendo o Império Alemão em 1871. O Exército Real Prussiano formou o núcleo do novo e maior Exército Imperial Alemão, que foi substituído pela Reichswehr após a derrota na Primeira Guerra Mundial (1914–1918), na República de Weimar durante as décadas de 1920 e início de 1930. 

## O Grande Eleitor

### Criação do exército

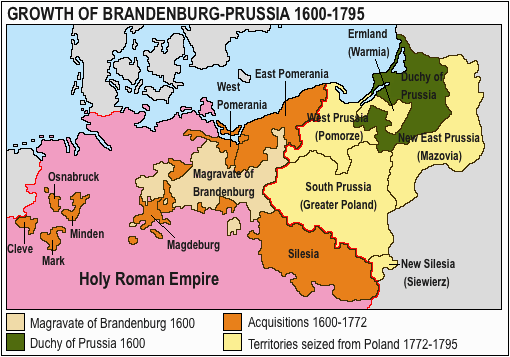
Crescimento de Brandemburgo-Prússia, 1600–1795

O exército da Prússia surgiu das forças armadas unidas criadas durante o reinado do Eleitor Frederico Guilherme de Brandemburgo (1640–1688). Brandemburgo-Prússia dos Hohenzollern confiou principalmente em mercenários Landsknecht durante a Guerra dos Trinta Anos, na qual Brandenburg foi devastado. Forças suecas e imperiais ocuparam o país. Na primavera de 1644, Frederico Guilherme começou a formar um exército permanente por meio de recrutamento para defender melhor seu estado. 

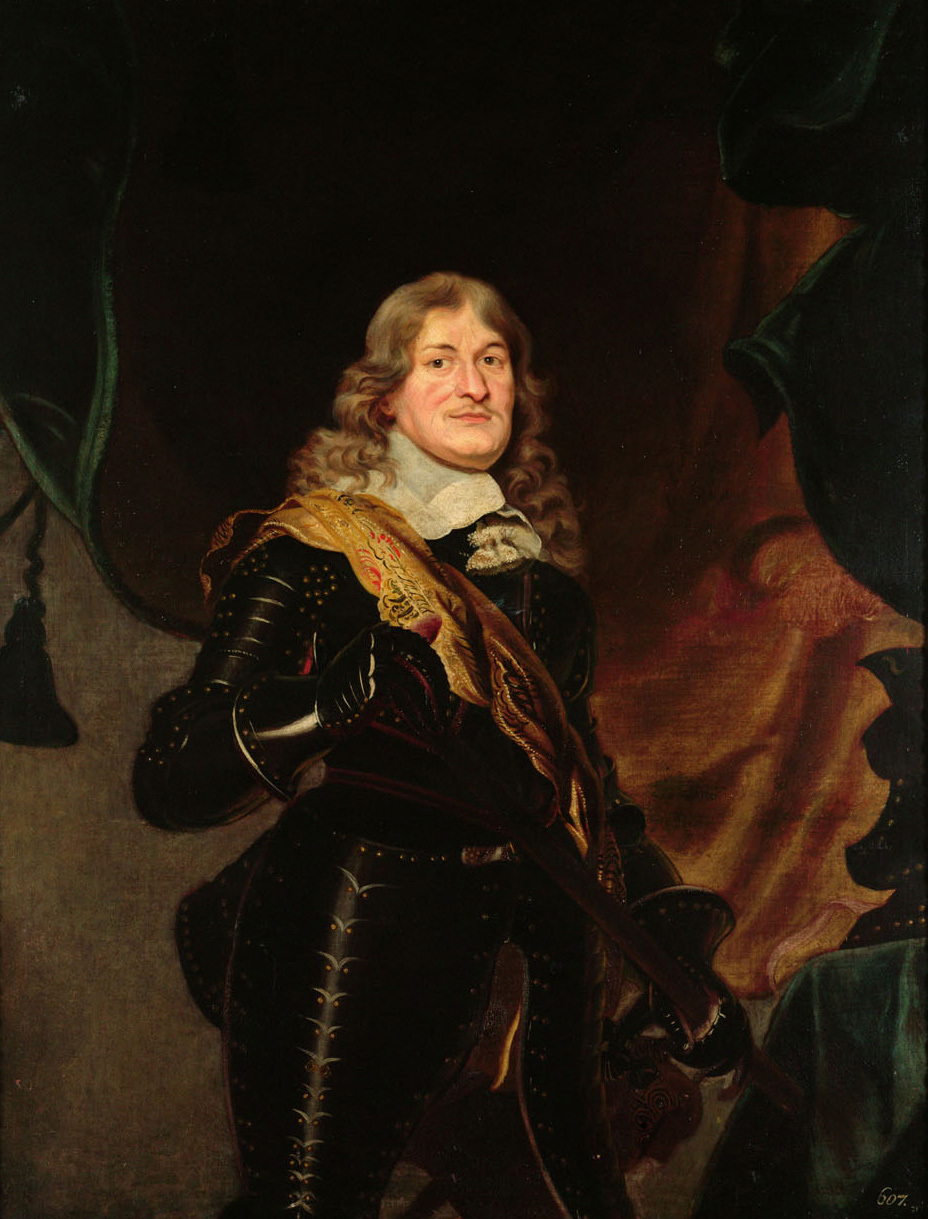
Frederico Guilherme, o Grande Eleitor

Em 1643-44, o exército em desenvolvimento contava com apenas 5.500 soldados, incluindo 500 mosqueteiros na guarda pessoal de Frederico Guilherme.  O confidente do eleitor, Johann von Norprath, recrutou forças no Ducado de Cleves e organizou um exército de 3.000 soldados holandeses e alemães na Renânia em 1646. As guarnições também foram lentamente aumentadas em Brandemburgo e no Ducado da Prússia.  Frederico Guilherme procurou ajuda da França, rival tradicional da Áustria dos Habsburgos, e começou a receber subsídios franceses. Ele baseou suas reformas nas de Louvois, o Ministro da Guerra do Rei Luís XIV.  O crescimento de seu exército permitiu que Frederico Guilherme obtivesse aquisições territoriais consideráveis no Tratado de Vestfália de 1648, apesar da relativa falta de sucesso de Brandemburgo durante a guerra. 
Os estados provinciais desejavam uma redução no tamanho do exército em tempos de paz, mas o eleitor evitava suas demandas por meio de concessões políticas, evasão e economia.  No recesso de Brandemburgo de 1653, entre Frederico Guilherme e as propriedades de Brandemburgo, a nobreza forneceu ao soberano 530.000 táleres em troca da afirmação de seus privilégios. Os Junkers consolidaram assim o seu poder político à custa do campesinato.  Uma vez que o eleitor e seu exército estavam suficientemente fortes, Frederico Guilherme conseguiu suprimir as propriedades de Cleves, Mark e Prússia. 
Frederico Guilherme tentou profissionalizar seus soldados numa época em que mercenários eram a norma. Além de criar regimentos individualmente e nomear coronéis, o eleitor impunha punições severas para transgressões, como enforcamento por saques e execução por deserção. Os actos de violência dos agentes contra os civis resultaram na sua desactivação durante um ano.  Ele desenvolveu uma instituição de cadetes para a nobreza; embora a classe alta fosse resistente à ideia no curto prazo, a integração da nobreza no corpo de oficiais aliou-os à monarquia Hohenzollern no longo prazo.  Os marechais de campo de Brandemburgo-Prússia incluíam Derfflinger, João Jorge II, Spaen e Sparr. As tropas do eleitor tradicionalmente eram organizadas em forças provinciais desconectadas. Em 1655, Frederick William iniciou a unificação dos vários destacamentos, colocando-os sob o comando geral de Sparr. A unificação também aumentou com a nomeação do Generalkriegskommissar Platen como chefe de suprimentos. Estas medidas diminuíram a autoridade dos coronéis, principalmente mercenários, que tinham sido tão proeminentes durante a Guerra dos Trinta Anos. 

### Campanhas do Grande Eleitor

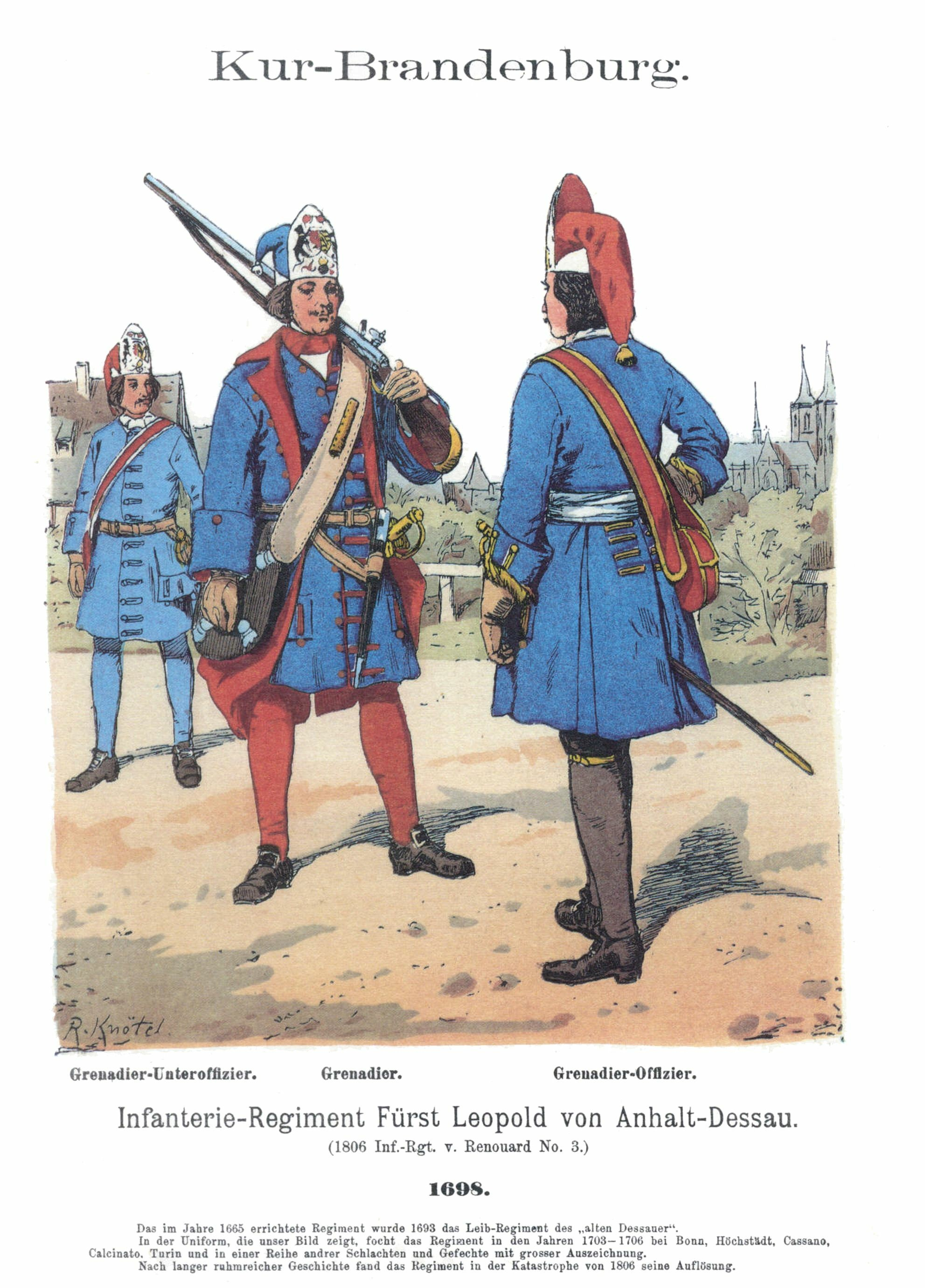
Tropas de Brandemburgo do regimento de infantaria de Leopoldo I, Príncipe de Anhalt-Dessau em 1698, por Richard Knötel

O novo exército de Brandemburgo-Prússia sobreviveu ao teste de fogo por meio da vitória na Batalha de Varsóvia de 1656, durante as Guerras do Norte. Os observadores ficaram impressionados com a disciplina das tropas de Brandemburgo, bem como com o seu tratamento aos civis, que foi considerado mais humano do que o dos seus aliados, o Exército Sueco.  O sucesso de Hohenzollern permitiu que Frederico Guilherme assumisse a soberania total sobre o Ducado da Prússia no Tratado de Wehlau de 1657, pelo qual Brandemburgo-Prússia se aliou à Comunidade Polaco-Lituana. Apesar de ter expulsado as forças suecas do território, o eleitor não adquiriu a Pomerânia Ocidental no Tratado de Oliva de 1660, pois o equilíbrio de poder havia sido restaurado. 
No início da década de 1670, Frederico Guilherme apoiou as tentativas imperiais de recuperar a Alsácia e conter a expansão de Luís XIV da França. As tropas suecas invadiram Brandemburgo em 1674, enquanto a maior parte das forças do eleitor estava nos quartéis de inverno da Francônia. Em 1675, Frederico Guilherme marchou com suas tropas para o norte e cercou as tropas de Wrangel. O eleitor alcançou sua maior vitória na Batalha de Fehrbellin; embora tenha sido uma batalha menor, ela trouxe fama ao Exército Brandemburgo-Prussiano e deu a Frederico Guilherme o apelido de "o Grande Eleitor". Depois que a Suécia invadiu a Prússia no final de 1678, as forças de Frederico Guilherme expulsaram os invasores suecos durante a "Grande Campanha de Trenó" de 1678-79; Thomas Carlyle comparou a retirada sueca no inverno à de Napoleão de Moscou. 
Frederico Guilherme construiu o exército Hohenzollern até um tamanho de 7.000 homens em tempos de paz e de 15.000 a 30.000 homens em tempos de guerra.  O seu sucesso na batalha contra a Suécia e a Polónia aumentou o prestígio de Brandemburgo-Prússia, permitindo também ao Grande Eleitor prosseguir políticas absolutistas contra propriedades e cidades.  No seu testamento político de 1667, o eleitor escreveu: "As alianças, sem dúvida, são boas, mas as forças próprias são ainda melhores. Nelas se pode confiar com mais segurança, e um senhor não tem consideração se não tiver meios e tropas próprias". 
O crescente poder dos Hohenzollerns em Berlim levou o filho e sucessor de Frederico Guilherme, o Eleitor Frederico III (1688–1713), a proclamar o Reino da Prússia com ele mesmo como Rei Frederico I em 1701. Embora enfatizasse a opulência barroca e as artes à imitação de Versalhes, o novo rei reconheceu a importância do exército e continuou sua expansão para 40.000 homens. 

## O Rei-Soldado

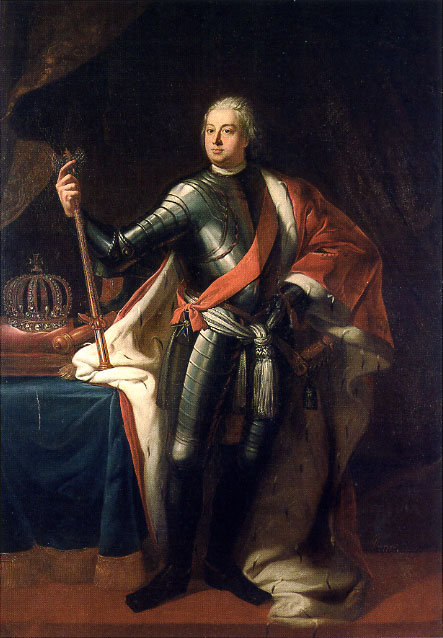
Frederico Guilherme I, o Rei-Soldado, pintura de Samuel Theodor Gericke

Frederico I foi sucedido por seu filho, Frederico Guilherme I (1713–1740), o "Rei-Soldado" obcecado pelo exército e pela busca da autossuficiência de seu país. O novo rei dispensou a maioria dos artesãos da corte de seu pai e concedeu aos oficiais militares precedência sobre os oficiais da corte. Jovens ambiciosos e inteligentes começaram a ingressar no exército em vez de advogar pela área jurídica e administrativa. O recrutamento obrigatório entre os camponeses foi aplicado de forma mais firme, com base no modelo sueco.  Frederico Guilherme I usava seu uniforme militar azul simples na corte, um estilo daí em diante imitado pelo restante da corte prussiana e seus sucessores reais. Na Prússia, as tranças substituíram as perucas de fundo volumoso, comuns na maioria das cortes alemãs.
Frederico Guilherme I iniciou suas inovações militares em seu regimento Kronprinz durante a Guerra da Sucessão Espanhola. Seu amigo, Leopoldo I, Príncipe de Anhalt-Dessau, serviu como sargento instrutor real do Exército Prussiano. Leopoldo introduziu a vareta de ferro, aumentando o poder de fogo prussiano, e a marcha lenta, ou passo de ganso. Ele também aumentou enormemente o papel da música no Exército, dedicando um grande número de tropas de músicos, especialmente bateristas e tocadores de pífanos, para usar a música para aumentar o moral na batalha. A utilidade da música em batalhas foi reconhecida pela primeira vez na Guerra dos Trinta Anos pelos exércitos de Brandemburgo e da Suécia. O novo rei treinou e treinou o exército incansavelmente, concentrando-se na velocidade de tiro dos mosquetes de pederneira e na manobrabilidade da formação. As mudanças deram ao exército flexibilidade, precisão e uma cadência de tiro que era praticamente inigualável para aquele período.  Por meio de exercícios e da vareta de ferro, esperava-se que cada soldado atirasse seis vezes por minuto, três vezes mais rápido que a maioria dos exércitos. 
As punições eram de natureza draconiana , como correr o risco de ser enforcado,  e, apesar da ameaça de enforcamento, muitos camponeses recrutados desertavam quando podiam. Os uniformes e o armamento foram padronizados.  As tranças e, nos regimentos que as usavam, os pelos faciais deveriam ter comprimento uniforme dentro de um regimento;  os soldados que não conseguiam deixar crescer barbas ou bigodes adequadamente deveriam pintar um contorno em seus rostos. 
Frederico Guilherme I reduziu o tamanho da vistosa guarda real de Frederico I a um único regimento, uma tropa de soldados mais altos do que a média, conhecidos como os Gigantes de Potsdam ou, mais comumente, os Lange Kerls (companheiros altos), que ele financiou privadamente.  A cavalaria foi reorganizada em 55 esquadrões de 150 cavalos; a infantaria foi transformada em 50 batalhões (25 regimentos); e a artilharia consistia em dois batalhões. Essas mudanças permitiram que ele aumentasse o exército de 39.000 para 45.000 soldados;  no final do reinado de Frederico Guilherme I, o exército havia dobrado de tamanho.  O Comissário Geral da Guerra, responsável pelo exército e pelas receitas, foi afastado da interferência das propriedades e colocado estritamente sob o controlo de funcionários nomeados pelo rei. 
Frederico Guilherme I restringiu a inscrição no corpo de oficiais aos alemães de ascendência nobre e obrigou os Junkers, a aristocracia fundiária prussiana, a servir no exército,  Embora inicialmente relutantes em relação ao exército, os nobres acabaram por ver o corpo de oficiais como a sua profissão natural.  Até 1730, os soldados comuns consistiam principalmente de servos recrutados ou convocados de Brandemburgo, Pomerânia e Prússia Oriental, levando muitos a fugir para países vizinhos.  Para deter essa tendência, Frederico Guilherme I dividiu a Prússia em cantões regimentais. Todos os jovens eram obrigados a servir como soldados nestes distritos de recrutamento durante três meses por ano; isto satisfazia as necessidades agrárias e acrescentava tropas para reforçar as fileiras regulares. 
O Diretório Geral que se desenvolveu durante o reinado de Frederico Guilherme I deu continuidade às tendências absolutistas de seu avô e arrecadou os impostos aumentados necessários para a expansão militar.  A classe média das cidades era obrigada a alojar soldados e se alistar na burocracia. Como o imposto especial de consumo só era aplicado nas cidades, o rei estava relutante em entrar em guerra, pois a mobilização do seu dispendioso exército em terras estrangeiras iria privá-lo dos impostos cobrados pelos militares das cidades. 
No final do reinado de Frederico Guilherme I, a Prússia tinha o quarto maior exército (80.000 soldados) da Europa, mas era o décimo segundo em tamanho populacional (2,5 milhões). Isso levou à famosa citação de Voltaire: Onde alguns estados têm um exército, o Exército Prussiano tem um estado.  O exército foi mantido com um orçamento de cinco milhões de táleres (de um orçamento total do estado de sete milhões de táleres). 

## Frederico, o Grande

### Guerras da Silésia

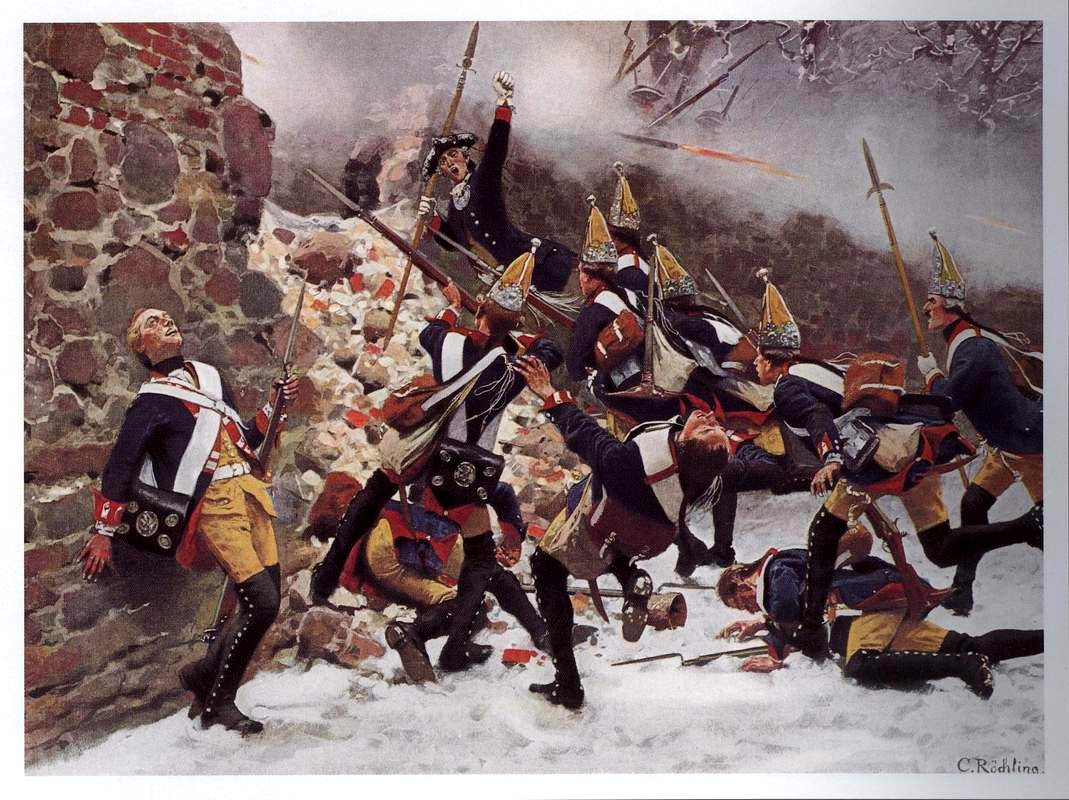
Ataque à brecha pelas tropas prussianas durante a Batalha de Leuthen, 1757, por Carl Röchling

Frederico Guilherme I foi sucedido por seu filho, Frederico II (1740–86). Frederico imediatamente dissolveu os dispendiosos Gigantes de Potsdam e usou seu financiamento para criar sete novos regimentos e 10.000 soldados. O novo rei também acrescentou dezesseis batalhões, cinco esquadrões de hussardos e um esquadrão de salva-vidas. 
Desconsiderando a Sanção Pragmática, Frederico deu início às Guerras da Silésia logo após assumir o trono. Embora o rei inexperiente tenha recuado da batalha, o Exército Prussiano obteve a vitória sobre a Áustria na Batalha de Mollwitz (1741), sob a liderança do Marechal de Campo Schwerin. A cavalaria prussiana sob o comando de Schulenburg teve um desempenho ruim em Mollwitz; os couraceiros, originalmente treinados em cavalos pesados, foram posteriormente treinados novamente em cavalos mais leves e manobráveis. Os hussardos e dragões do General Zieten também foram expandidos. Essas mudanças levaram à vitória prussiana em Chotusitz (1742), na Boêmia, e a Áustria concedeu a Silésia a Frederico com a Paz de Breslau. 
Em setembro de 1743, Frederico realizou a primeira manobra de queda (Herbstübung). Os diferentes ramos do Exército testaram novas formações e táticas; as manobras de outono se tornaram tradições anuais do Exército Prussiano. A Áustria tentou recuperar a Silésia na Segunda Guerra da Silésia. Embora tenham conseguido derrotar Frederico em 1744, os austríacos foram esmagados pelo próprio rei na Batalha de Hohenfriedberg e na Batalha de Soor (1745). A cavalaria prussiana se destacou durante a batalha, especialmente os hussardos de Zieten. Por seus grandes serviços em Hohenfriedberg, Hans Karl von Winterfeldt, um bom amigo do Rei Frederico, ganhou destaque.

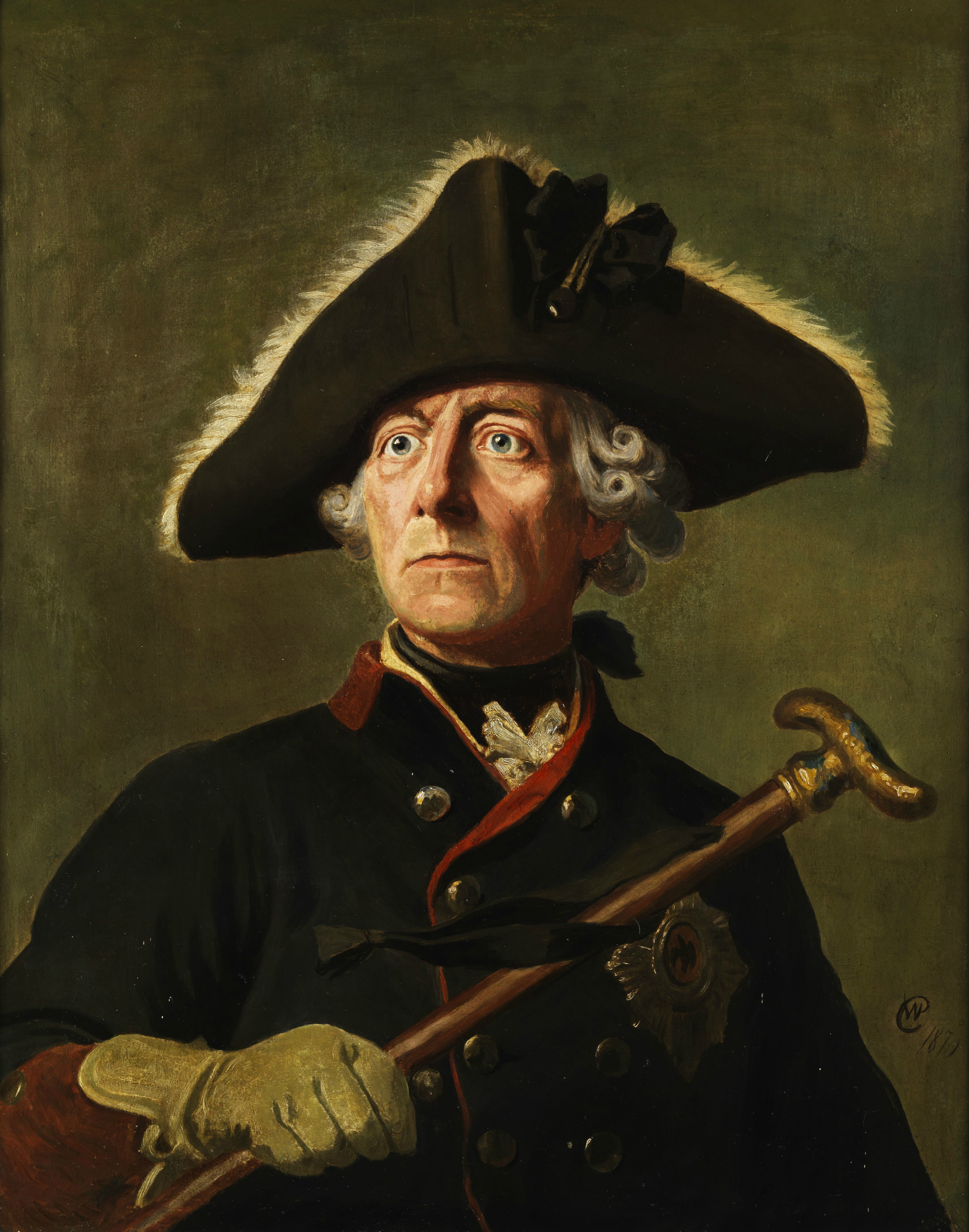
Frederico, o Grande, pintura de Wilhelm Camphausen

### Terceira Guerra da Silésia
A Áustria aliou-se à sua rival tradicional, a França, na Revolução Diplomática (1756); Áustria, França e Rússia estavam todas alinhadas contra a Prússia. Frederico atacou preventivamente seus inimigos com um exército de 150.000 homens, dando início à Guerra dos Sete Anos. O exército austríaco foi reformado por Kaunitz, e as melhorias foram demonstradas em seu sucesso sobre a Prússia em Kolín. Frederico alcançou uma de suas maiores vitórias, no entanto, em Rossbach, onde a cavalaria prussiana de Friedrich Wilhelm von Seydlitz esmagou um exército franco-imperial maior com baixas mínimas, apesar de estar em menor número na proporção de dois para um. Frederico então correu para o leste, para a Silésia, onde a Áustria havia derrotado o exército prussiano sob o comando do Duque de Bevern. Após uma série de formações e mobilizações complicadas, escondidas dos austríacos, os prussianos atacaram com sucesso o flanco inimigo em Leuthen, com Friedrich mais uma vez liderando a batalha; a posição austríaca na província entrou em colapso, resultando em uma vitória prussiana ainda mais impressionante do que a de Rossbach. 

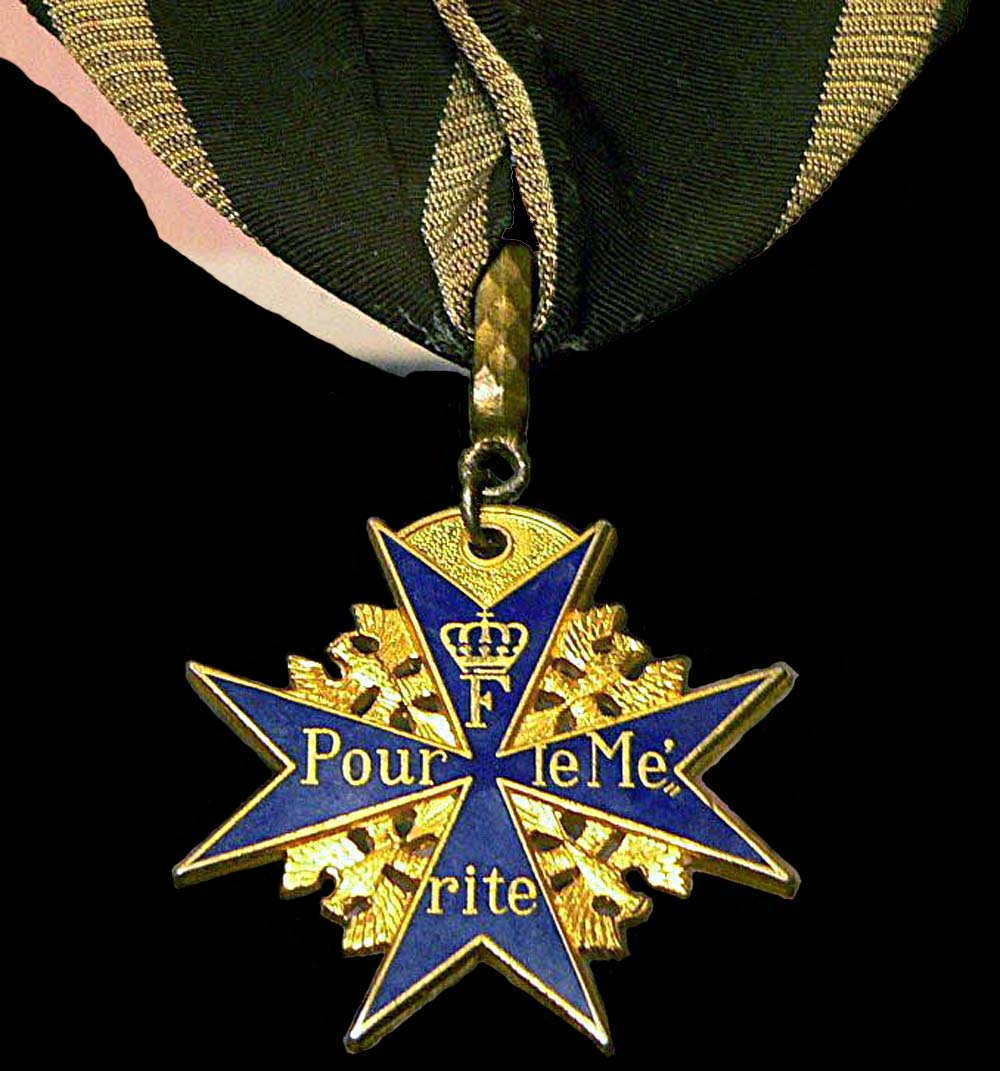
O Pour le Mérite, introduzido pelo Rei Frederico, o Grande, em 1740

As manobras de Frederico não tiveram sucesso contra os russos na sangrenta Batalha de Zorndorf, no entanto, e as forças prussianas foram esmagadas em Kunersdorf (1759). Porém, assim como os resultados após a Batalha de Hochkirch, na qual os prussianos tiveram que se retirar, os aliados austríacos e russos não deram continuidade à vitória. Na mesma semana, as forças russas começaram uma retirada para o leste; os austríacos recuaram para o sul. 
A Prússia não era adequada para guerras longas, e um colapso prussiano parecia iminente devido às baixas e à falta de recursos, mas depois de mais dois anos de campanha, Frederico foi salvo pelo "Milagre da Casa de Brandemburgo" — a saída russa da guerra após a morte repentina da Imperatriz Elizabeth em 1762. O controle prussiano da Silésia foi confirmado no Tratado de Hubertusburg (1763). Graves baixas levaram o rei a admitir oficiais de classe média durante a guerra, mas essa tendência foi revertida posteriormente. 
Frederico, de mentalidade ofensiva, defendia a ordem oblíqua de batalha, que exigia considerável disciplina e mobilidade. Essa tática falhou em Kunersdorf principalmente por causa do terreno, que não pôde ser usado como vantagem. Os russos chegaram cedo e se fortificaram em terreno elevado. Frederico usou a ordem oblíqua com grande sucesso em Hohenfriedberg e mais tarde em Leuthen.  Após algumas saraivadas iniciais, a infantaria avançou rapidamente para uma carga de baioneta. A cavalaria prussiana deveria atacar como uma grande formação com espadas antes que a cavalaria adversária pudesse atacar. 

### Um exército com um país

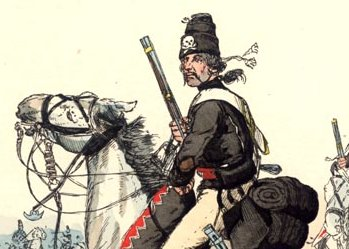
Hussardo da Caveira, impressão de Richard Knötel

A primeira guarnição começou a ser construída em Berlim em 1764. Enquanto Frederico Guilherme I queria ter um exército maioritariamente composto por nativos, Frederico II queria ter um exército maioritariamente composto por estrangeiros, preferindo que os prussianos nativos fossem contribuintes e produtores.  O Exército Prussiano era composto por 187.000 soldados em 1776, 90.000 dos quais eram súditos prussianos na Prússia central e oriental. Os restantes eram voluntários ou recrutas estrangeiros (alemães e não alemães).  Frederico estabeleceu a Gardes du Corps como a guarda real. Muitas tropas eram desleais, como mercenários ou aquelas adquiridas por recrutamento forçado, enquanto as tropas recrutadas no sistema de cantões demonstravam um forte orgulho regional e nacional incipiente.  Durante a Guerra dos Sete Anos, os regimentos de elite do exército eram quase inteiramente compostos por prussianos nativos.  No final do reinado de Frederico, o exército havia se tornado parte integrante da sociedade prussiana. Contava com 200.000 soldados, sendo o terceiro maior da Europa, depois dos exércitos da Rússia e da Áustria. Esperava-se que todas as classes sociais servissem o Estado e os seus militares — a nobreza liderava o exército, a classe média fornecia o exército e os camponeses compunham o exército.  O Ministro Friedrich von Schrötter observou que "a Prússia não era um país com um exército, mas um exército com um país".  

## Guerras Napoleônicas

### Derrota

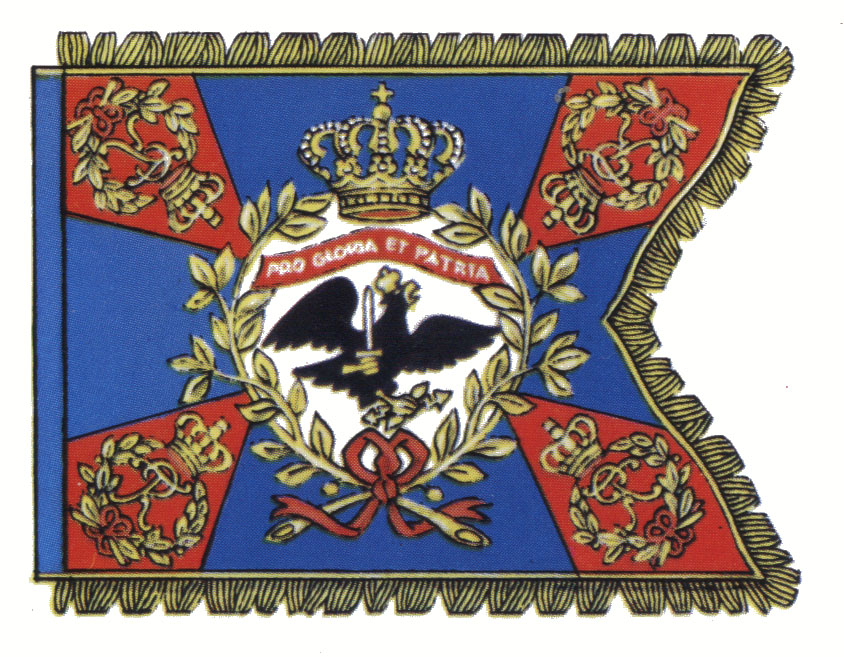
Um estandarte do Exército Prussiano usado antes de 1807

O sucessor de Frederico, o Grande, seu sobrinho Frederico Guilherme II (1786–97), relaxou as condições na Prússia e tinha pouco interesse na guerra. Ele delegou a responsabilidade ao idoso Carlos Guilherme Fernando, Duque de Brunswick, e o exército começou a perder qualidade. Liderado por veteranos das Guerras da Silésia, o Exército Prussiano estava mal equipado para lidar com a França Revolucionária. Os oficiais mantiveram o mesmo treinamento, táticas e armamento usados por Frederico, o Grande, cerca de quarenta anos antes.  Em comparação, o Exército Revolucionário Francês, especialmente sob o comando de Napoleão, estava a desenvolver novos métodos de organização, abastecimento, mobilidade e comando. 
A Prússia retirou-se da Primeira Coalizão na Paz de Basileia (1795), cedendo os territórios renanos à França. Após a morte de Frederico Guilherme II em 1797, o estado estava falido e o exército obsoleto. Ele foi sucedido por seu filho, Frederico Guilherme III (1797–1840), que envolveu a Prússia na desastrosa Quarta Coalizão. O exército prussiano foi decisivamente derrotado nas batalhas de Saalfeld, Jena e Auerstedt em 1806  e Napoleão ocupou Berlim. A famosa disciplina dos prussianos entrou em colapso e levou à rendição em larga escala de infantaria, cavalaria e guarnições. Embora alguns comandantes prussianos tenham se saído bem, como L'Estocq em Eylau, Gneisenau em Kolberg e Blücher em Lübeck, eles não foram suficientes para reverter as derrotas de Jena-Auerstedt. A Prússia sofreu grandes perdas territoriais, um exército permanente de apenas 42.000 homens e uma aliança com a França no Tratado de Tilsit (1807). 

### Reforma

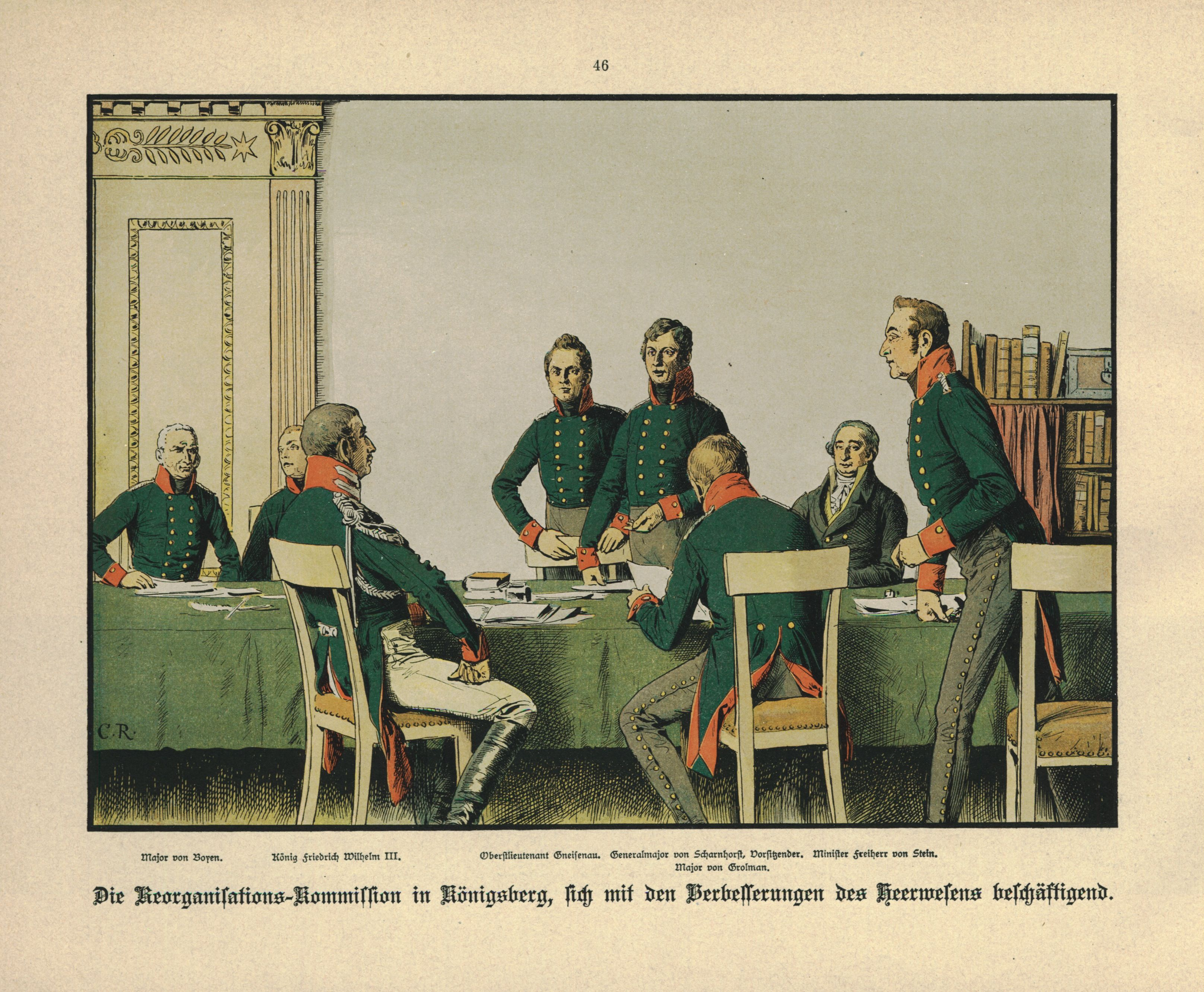
Reunião dos reformadores em Königsberg em 1807, por Carl Röchling

A derrota do exército desorganizado chocou o establishment prussiano, que se sentia invencível após as vitórias de Frederico. Enquanto o Barão vom Stein e o Primeiro Ministro Karl August von Hardenberg começaram a modernizar o estado prussiano, o General Gerhard von Scharnhorst começou a reformar o exército. Ele liderou um Comitê de Reorganização Militar, que incluía os generais August von Gneisenau, Karl von Grolman e Hermann von Boyen, bem como o civil vom Steinen.  O oficial militar prussiano Carl von Clausewitz também auxiliou na reorganização. Consternados com a reação indiferente da população às derrotas de 1806, os reformadores queriam cultivar o patriotismo no país.  As reformas de Stein aboliram a servidão em 1807 e iniciaram o governo municipal local em 1808. 

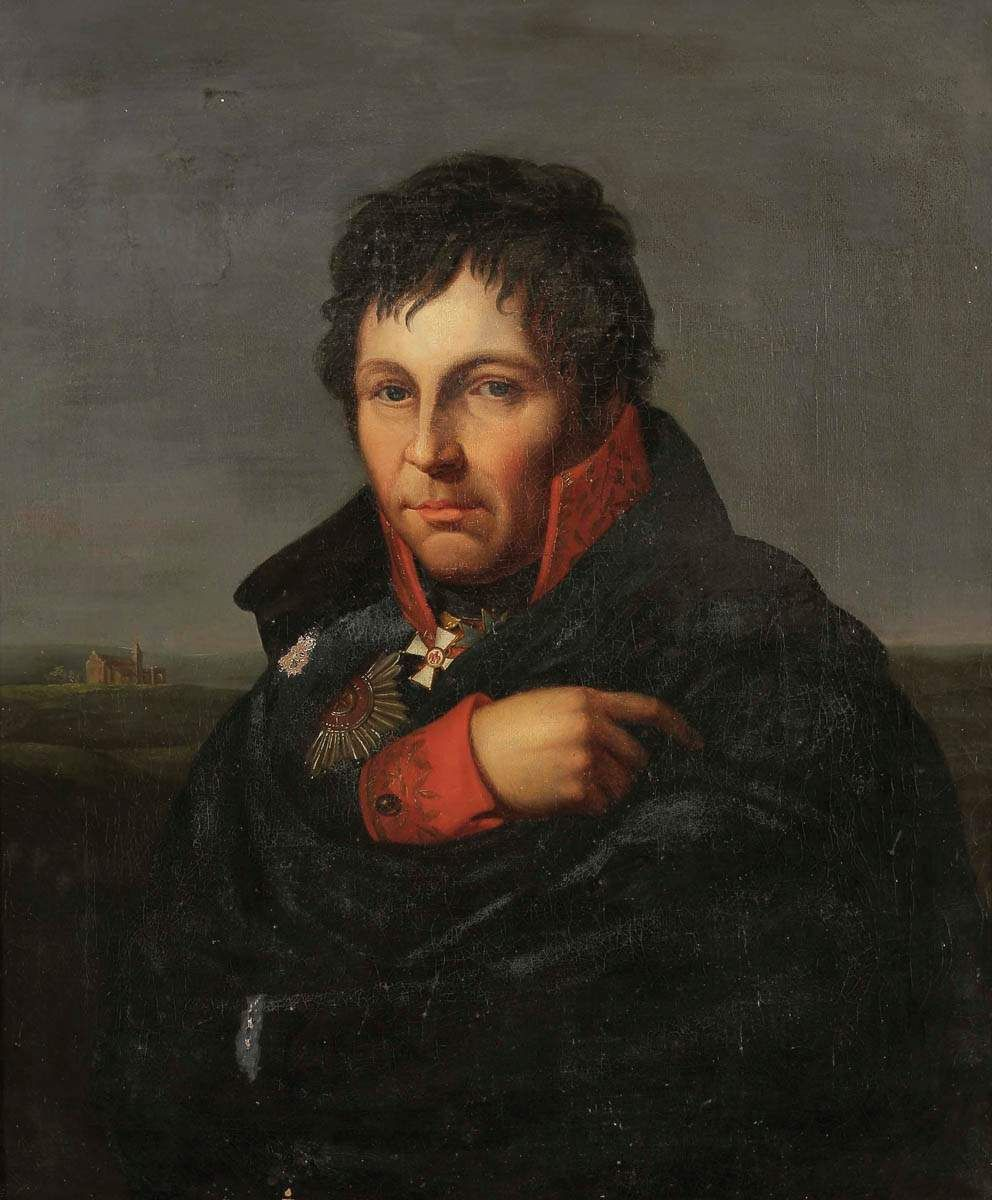
Gerhard von Scharnhorst

Os generais do exército foram completamente reformulados – dos 143 generais prussianos em 1806, apenas Blücher e Tauentzien permaneceram na Sexta Coligação;  muitos foram autorizados a resgatar suas reputações na guerra de 1813.  O corpo de oficiais foi reaberto à classe média em 1808, enquanto a promoção para as patentes mais elevadas passou a ser baseada na educação.   O rei Frederico Guilherme III criou o Ministério da Guerra em 1809, e Scharnhorst fundou uma escola de treinamento de oficiais, mais tarde a Academia Prussiana de Guerra, em Berlim, em 1810. 
Scharnhorst defendeu a adoção do levée en masse, o recrutamento militar universal usado pela França. Ele criou o Krümpersystem, pelo qual as empresas substituíam de 3 a 5 homens mensalmente, permitindo que até 60 homens extras fossem treinados anualmente por empresa.  Este sistema garantiu ao exército uma reserva maior de 30.000 a 150.000 soldados extras.  O Krümpersystem foi também o início do serviço obrigatório de curta duração (3 anos) na Prússia, em oposição ao recrutamento de longa duração (5 a 10 anos) anteriormente utilizado desde a década de 1650.  Como os franceses ocupantes proibiram os prussianos de formarem divisões, o Exército Prussiano foi dividido em seis brigadas, cada uma composta por sete a oito batalhões de infantaria e doze esquadrões de cavalaria. As brigadas combinadas foram complementadas com três brigadas de artilharia. 
Os castigos corporais foram em grande parte abolidos, enquanto os soldados eram treinados em campo e em táticas de tiro. Scharnhorst promoveu a integração da infantaria, cavalaria, artilharia e engenheiros (sapadores) por meio de armas combinadas, em oposição aos seus estados independentes anteriores. Equipamentos e táticas foram atualizados em relação às campanhas napoleônicas. O manual de campo emitido por Yorck em 1812 enfatizou armas combinadas e velocidades de marcha mais rápidas.  Em 1813, Scharnhorst conseguiu nomear um chefe de gabinete treinado na academia para cada comandante de campo.
Algumas reformas foram contestadas pelos tradicionalistas fredericianos, como Yorck, que sentiam que os oficiais da classe média iriam corroer os privilégios do corpo de oficiais aristocráticos e promover as ideias da Revolução Francesa.  O movimento de reforma do exército foi interrompido pela morte de Scharnhorst em 1813. A mudança para um exército mais democrático e de classe média começou a perder força diante do governo reacionário. 

### Guerras da Sexta e Sétima Coalizão

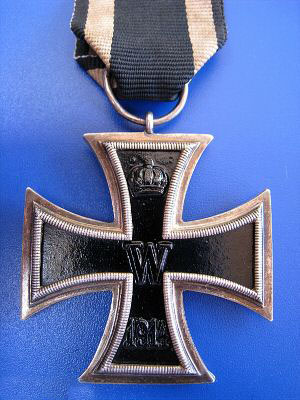
A Cruz de Ferro, introduzida pelo Rei Frederico Guilherme III em 1813

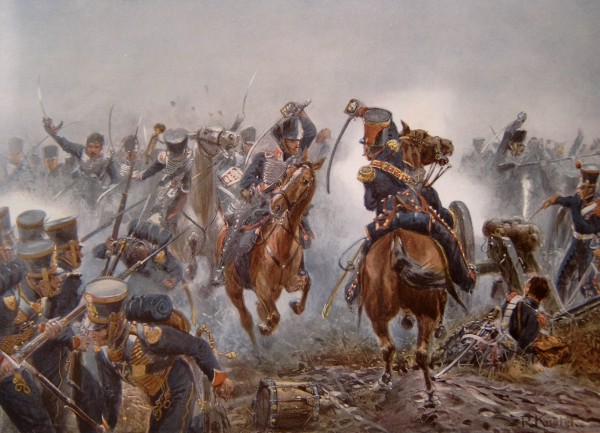
Hussardos prussianos na Batalha de Leipzig, 1813

Os reformadores e grande parte do público pediram que Frederico Guilherme III se aliasse ao Império Austríaco em sua campanha de 1809 contra a França. No entanto, quando o cauteloso rei se recusou a apoiar uma nova guerra prussiana, Schill liderou seu regimento de hussardos contra os ocupantes franceses, esperando provocar uma revolta nacional. O rei considerou Schill um amotinado, e a rebelião do major foi esmagada em Stralsund pelos aliados franceses.  O Tratado de Paris (24 de fevereiro de 1812) forçou a Prússia a fornecer 20.000 soldados para o Grande Armée de Napoleão, primeiro sob a liderança de Grawert e depois sob Yorck. A ocupação francesa da Prússia foi reafirmada e 300 oficiais prussianos desmoralizados renunciaram em protesto. 
Durante a retirada de Napoleão da Rússia em 1812, Yorck assinou independentemente a Convenção de Tauroggen com a Rússia, rompendo a aliança franco-prussiana. Stein chegou à Prússia Oriental e liderou a criação de uma Landwehr, ou milícia, para defender a província. Com a adesão da Prússia à Sexta Coalizão fora de seu controle, Frederico Guilherme III rapidamente começou a mobilizar o exército, e a Landwehr da Prússia Oriental foi duplicada no resto do país. Em comparação com 1806, a população prussiana, especialmente a classe média, apoiou a guerra, e milhares de voluntários se juntaram ao exército. As tropas prussianas sob a liderança de Blücher e Gneisenau provaram ser vitais nas Batalhas de Leipzig (1813) e Waterloo (1815). Oficiais posteriores do estado-maior ficaram impressionados com as operações simultâneas de grupos separados do Exército Prussiano. 
A Cruz de Ferro foi introduzida como condecoração militar pelo Rei Frederico Guilherme III em 1813. Após a publicação de seu livro Da Guerra, Clausewitz se tornou um filósofo da guerra amplamente estudado. 

## Século XIX

### Baluarte do conservadorismo

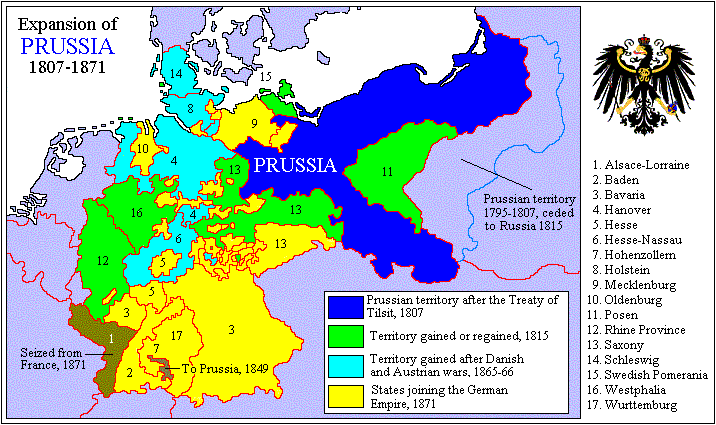
Expansão da Prússia, 1807–1871

O Estado-Maior Prussiano, que se desenvolveu a partir de reuniões do Grande Eleitor com os seus oficiais superiores  e da reunião informal dos reformadores da Era Napoleónica, foi formalmente criado em 1814. No mesmo ano, Boyen e Grolman redigiram uma lei para o recrutamento universal, segundo a qual os homens serviriam sucessivamente no exército permanente, na Landwehr e na Landsturm local até aos 39 anos.  As tropas do exército permanente de 156.000 homens serviram durante três anos e permaneceram na reserva durante dois, enquanto os milicianos da Landwehr de 163.000 homens serviram algumas semanas anualmente durante sete anos.  Boyen e Blücher apoiaram fortemente o exército civil da Landwehr, que deveria unir a sociedade militar e civil, como um exército permanente. 
Durante uma crise constitucional em 1819, Frederico Guilherme III reconheceu a adesão da Prússia aos Decretos Antirrevolucionários de Carlsbad. Forças conservadoras na Prússia, como Wittgenstein, permaneceram contra o recrutamento e a mais democrática Landwehr . Frederico Guilherme III reduziu o tamanho da milícia e a colocou sob o controle do exército regular em 1819, levando às renúncias de Boyen e Grolman e ao fim do movimento de reforma. O ideal de Boyen de um soldado cidadão esclarecido foi substituído pela ideia de um exército profissional separado ou alienado da sociedade civil. 

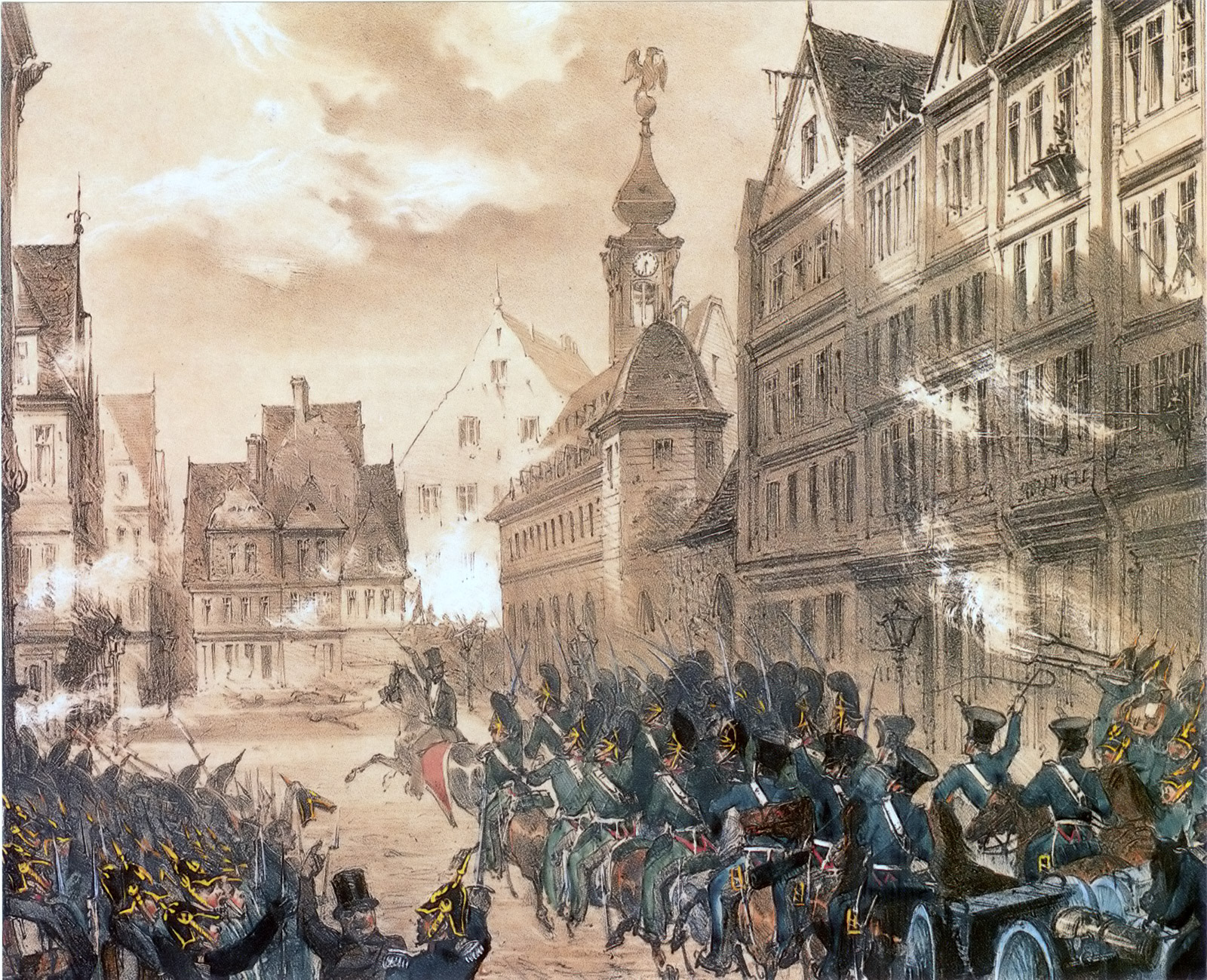
A tomada das barricadas de Frankfurt pelas tropas hessianas apoiadas pela Prússia em 1848

Em meados do século XIX, a Prússia era vista por muitos liberais alemães como o país mais adequado para unificar os muitos estados alemães, mas o governo conservador usou o exército para reprimir tendências liberais e democráticas durante as décadas de 1830 e 1840. Os liberais se ressentiam do uso do exército em ações essencialmente policiais. O rei Frederico Guilherme IV (1840–61) inicialmente parecia ser um governante liberal, mas se opôs à promulgação da constituição escrita exigida pelos reformadores. Quando as barricadas foram erguidas em Berlim durante a revolução de 1848, o rei concordou relutantemente com a criação de uma força de defesa civil (Bürgerwehr) em sua capital.  Uma assembleia nacional para escrever uma constituição foi convocada pela primeira vez, mas sua lentidão permitiu que as forças reacionárias se reagrupassem. O general Friedrich Graf von Wrangel liderou a reconquista de Berlim, que foi apoiada por uma classe média cansada de uma revolução popular.  Tropas prussianas foram posteriormente usadas para reprimir a revolução em muitas outras cidades alemãs.
No final de 1848, Frederico Guilherme finalmente emitiu a Constituição do Reino da Prússia. A oposição liberal garantiu a criação de um parlamento, mas a constituição era em grande parte um documento conservador que reafirmava a predominância da monarquia. O exército era uma guarda pretoriana  fora da constituição, sujeito apenas ao rei.  O Ministro da Guerra prussiano era o único soldado obrigado a prestar juramento em defesa da constituição, levando ministros como Strotha, Bonin e Waldersee a serem criticados pelo rei ou pelo parlamento, dependendo de suas opiniões políticas.  O orçamento do exército tinha que ser aprovado pela Câmara dos Representantes da Prússia. Romances e memórias glorificando o exército, especialmente seu envolvimento nas Guerras Napoleônicas, começaram a ser publicados para influenciar a opinião pública. A derrota em Olmütz do plano dos liberais de unir a Alemanha através da Prússia encorajou forças reacionárias. Em 1856, durante o tempo de paz, o Exército Prussiano era composto por 86.436 soldados de infantaria, 152 esquadrões de cavalaria e 9 regimentos de artilharia. 
Depois que Frederico Guilherme IV sofreu um derrame, seu irmão Guilherme I tornou-se regente (1858) e rei (1861–1888). Ele desejava reformar o exército, que conservadores como Roon consideravam degradado desde 1820 por causa do liberalismo. O rei queria expandir o exército - embora a população tivesse aumentado de 10 milhões para 18 milhões desde 1820, os recrutas anuais do exército permaneceram em 40.000.  Embora Bonin se opusesse ao enfraquecimento da Landwehr desejado por Roon, Guilherme I ficou alarmado com a nacionalista Segunda Guerra da Independência Italiana. Bonin renunciou ao cargo de Ministro da Guerra e foi substituído por Roon.

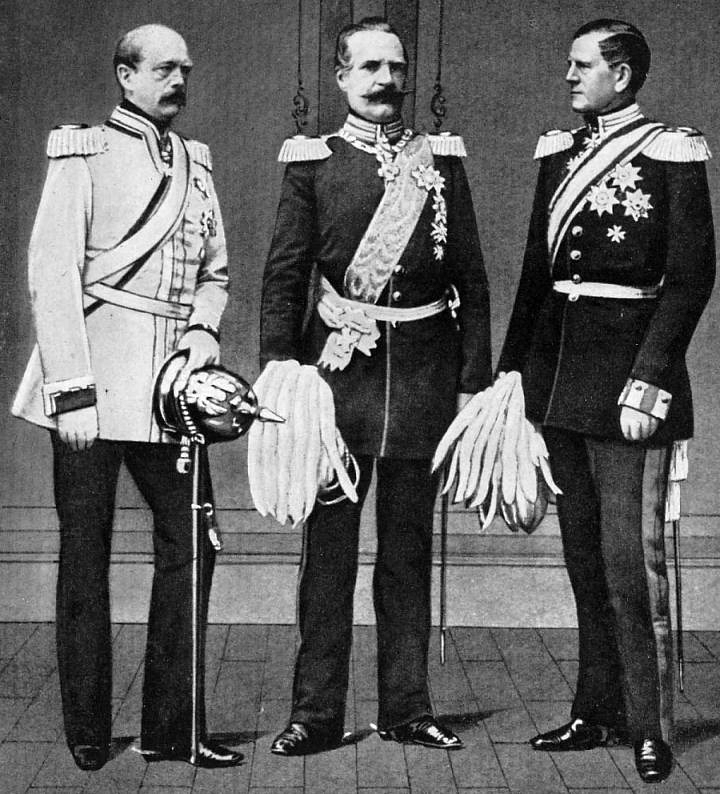
Bismarck, Roon e Moltke na década de 1860

O governo apresentou o projeto de reforma do exército de Roon em fevereiro de 1860. O Landtag se opôs a muitas de suas disposições, especialmente o enfraquecimento da Landwehr, e propôs um projeto de lei revisado que eliminou muitas das reformas desejadas pelo governo. O Ministro das Finanças, Patow, retirou abruptamente o projeto de lei a 5 de Maio e, em vez disso, solicitou simplesmente um aumento orçamental provisório de 9 milhões de táleres, que foi concedido.  William já havia começado a criar "regimentos combinados" para substituir o Landwehr, um processo que se intensificou depois que Patow adquiriu fundos adicionais. Embora o Landtag se opusesse a essas ações, William manteve os novos regimentos com a orientação de Manteuffel. A Landwehr liberal e de classe média foi, portanto, subordinada em favor do exército regular, que era composto principalmente de camponeses leais à monarquia Hohenzollern e Junkers conservadores.

### Moltke, o Velho
Moltke, o Velho, Chefe do Estado-Maior Geral de 1857 a 1888, modernizou o Exército Prussiano durante seu mandato. Ele expandiu o Estado-Maior, criando subdivisões em tempos de paz, como as Seções de Mobilização, Geográfica-Estatística e História Militar.  Em 1869, ele publicou um manual para a guerra no nível operacional, Instruções para Comandantes de Grandes Unidades, escrevendo: "A conduta moderna da guerra é marcada pela busca por uma decisão rápida e grandiosa".  Moltke foi um forte defensor do treinamento de jogos de guerra para oficiais  e introduziu a espingarda de agulha de carregamento pela culatra para as tropas, o que lhes permitiu atirar significativamente mais rápido do que seus adversários. Moltke aproveitou a ferrovia, orientando a construção de linhas ferroviárias dentro da Prússia para prováveis locais de implantação.  Como os exércitos modernos se tornaram muito grandes e difíceis de controlar por um único comandante, Moltke apoiou exércitos menores, múltiplos e independentes, em operações concêntricas. Uma vez que um exército encontrasse o inimigo e o imobilizasse, um segundo exército chegaria e atacaria o flanco ou a retaguarda do inimigo.  Ele defendeu uma Kesselschlacht, ou batalha de cerco.
Foi nas Instruções para Comandantes de Grandes Unidades de Moltke e em seu conceito de exércitos separados que começamos a ver o surgimento da doutrina alemã moderna. O sistema de movimentação de unidades separadamente e concentração como um exército antes de uma batalha resultou em um suprimento mais eficiente e menor vulnerabilidade ao poder de fogo moderno. Para permitir um ataque de flanco bem-sucedido, ele afirmou que a concentração só poderia ocorrer após o início da batalha. Este foi um desenvolvimento do conceito de Scharnhorst de "Marcha Dividida, Luta Unida". 
Uma consequência importante dessa inovação foi a perda do controle geral das forças pelo comandante, devido aos meios de comunicação disponíveis, que, naquela época, eram visuais (linha de visão) ou mensageiros, montados ou a pé. O conceito tradicional de eliminação da incerteza por meio de "obediência total" estava agora obsoleto e a iniciativa operacional, a direção e o controle tinham que ser atribuídos a um ponto mais abaixo na cadeia de comando. Nesse novo conceito, os comandantes de destacamentos distantes eram obrigados a exercer iniciativa na tomada de decisões, e von Moltke enfatizou os benefícios de desenvolver oficiais que pudessem fazer isso dentro dos limites da intenção do comandante sênior. 
Ao mesmo tempo, Moltke havia elaborado as condições da marcha e o fornecimento de um exército. Apenas um corpo de exército podia ser movido por uma estrada no mesmo dia; colocar dois ou três corpos na mesma estrada significava que o corpo da retaguarda não poderia ser usado em uma batalha na frente. Vários corpos estacionados próximos uns dos outros em uma pequena área não puderam ser alimentados por mais de um ou dois dias. Assim, ele inferiu que a essência da estratégia estava nos arranjos para a separação dos corpos para marchar e sua concentração no tempo para a batalha. Para tornar um grande exército administrável, ele deve ser dividido em exércitos separados ou grupos de corpos, cada grupo sob um comandante autorizado a regular seus movimentos e ações, sujeito às instruções do comandante-chefe no que diz respeito à direção e ao propósito de suas operações. 
A tese principal de Moltke era que a estratégia militar deveria ser entendida como um sistema de opções, já que somente o início de uma operação militar era planejável. Como resultado, ele considerou que a principal tarefa dos líderes militares consistia na preparação extensiva de todos os resultados possíveis. A sua tese pode ser resumida em duas afirmações, uma famosa e outra menos famosa, traduzidas para o inglês como Nenhum plano de operações se estende com certeza além do primeiro encontro com a principal força do inimigo (nenhum plano sobrevive ao contato com o inimigo).  e Estratégia é um sistema de expedientes. 
Entretanto, como pode ser visto nas descrições de seu planejamento para a guerra com a Áustria e a guerra com a França, seu planejamento para a guerra foi muito detalhado e levou em consideração milhares de variáveis. É um erro pensar que Moltke pensava que os planos de guerra eram inúteis (o que uma simples leitura de "Nenhum plano de batalha sobrevive ao contato com o inimigo" parece indicar). Ele conseguiu isso por meio de diretivas que declaravam suas intenções, em vez de ordens detalhadas, e estava disposto a aceitar desvios de uma diretiva, desde que estivessem dentro da estrutura geral da missão. Moltke manteve essa visão firmemente e mais tarde ela se tornou um fundamento de toda a teoria militar alemã. 

### Guerras de unificação

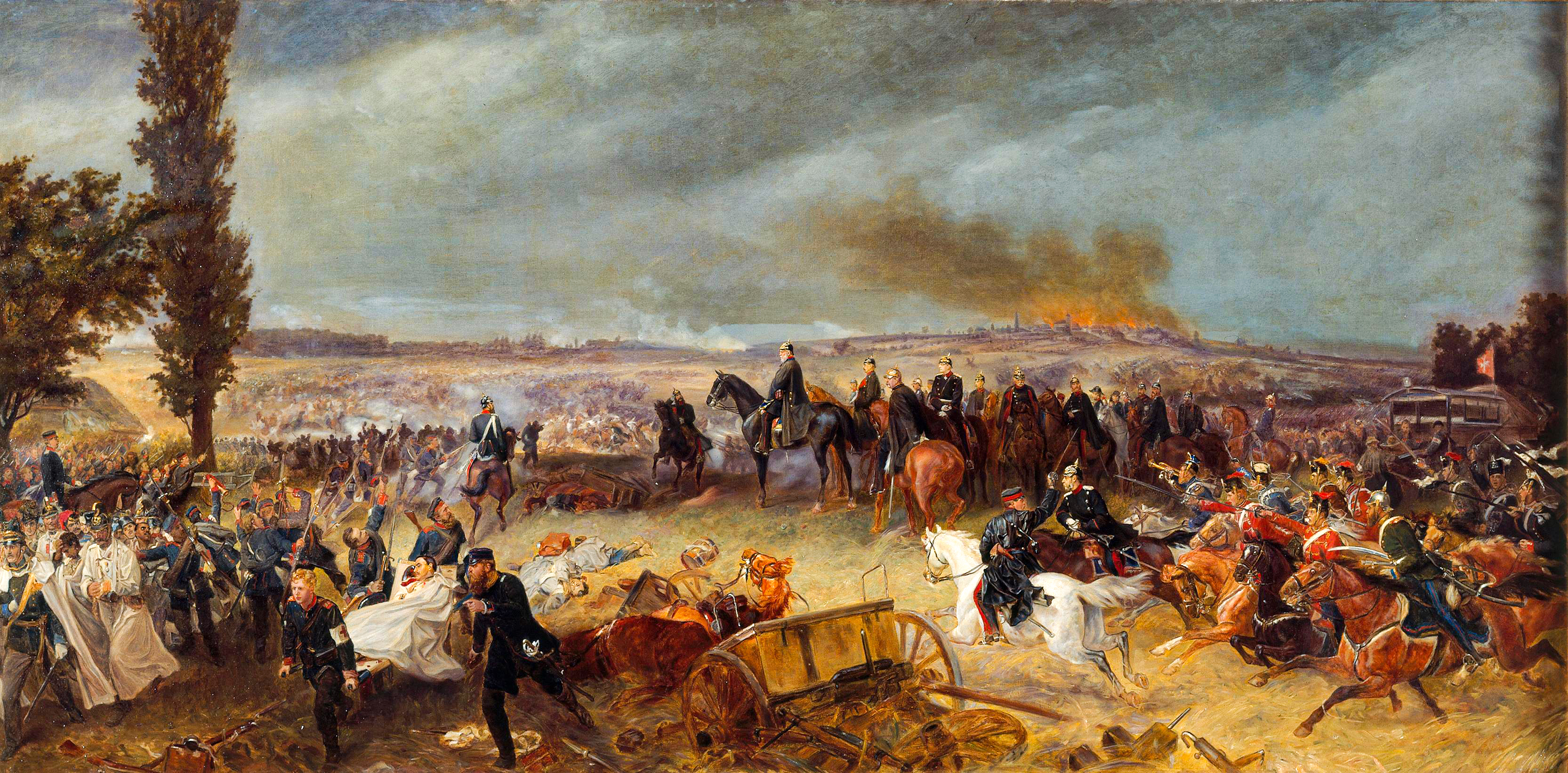
A batalha de Königgrätz, 3 de julho de 1866, por Georg Bleibtreu

O exército prussiano esmagou as forças dinamarquesas na Batalha de Dybbøl durante a Segunda Guerra do Eslévico (1864), permitindo que a Prússia e a Áustria reivindicassem Eslésvico e Holstein, respectivamente. Disputas orquestradas pelo ministro-presidente prussiano, Otto von Bismarck, levaram à Guerra Austro-Prussiana (1866). Os canhões de agulha Dreyse da infantaria prussiana foram muito bem-sucedidos contra os austríacos, que foram derrotados em Königgrätz. Sob a liderança de Moltke, o Exército Prussiano então se mostrou vitorioso sobre a França na Guerra Franco-Prussiana (1870). Ao contrário dos austríacos, os franceses tinham o poderoso rifle Chassepot, que superava a espingarda de agulha Dreyse. Entretanto, a artilharia prussiana foi eficaz contra os franceses, que eram frequentemente flanqueados ou cercados pelos prussianos em movimento. O patriotismo na Prússia a partir das vitórias começou a minar a resistência liberal ao absolutismo. 
Os sucessos da Prússia no campo de batalha permitiram a unificação da Alemanha, em 1871, e a proclamação do Rei Guilherme I da Prússia como Guilherme I, Imperador Alemão. O Exército Prussiano formava o principal componente do Reichsheer, o exército do Império Alemão.

## Alemanha Imperial

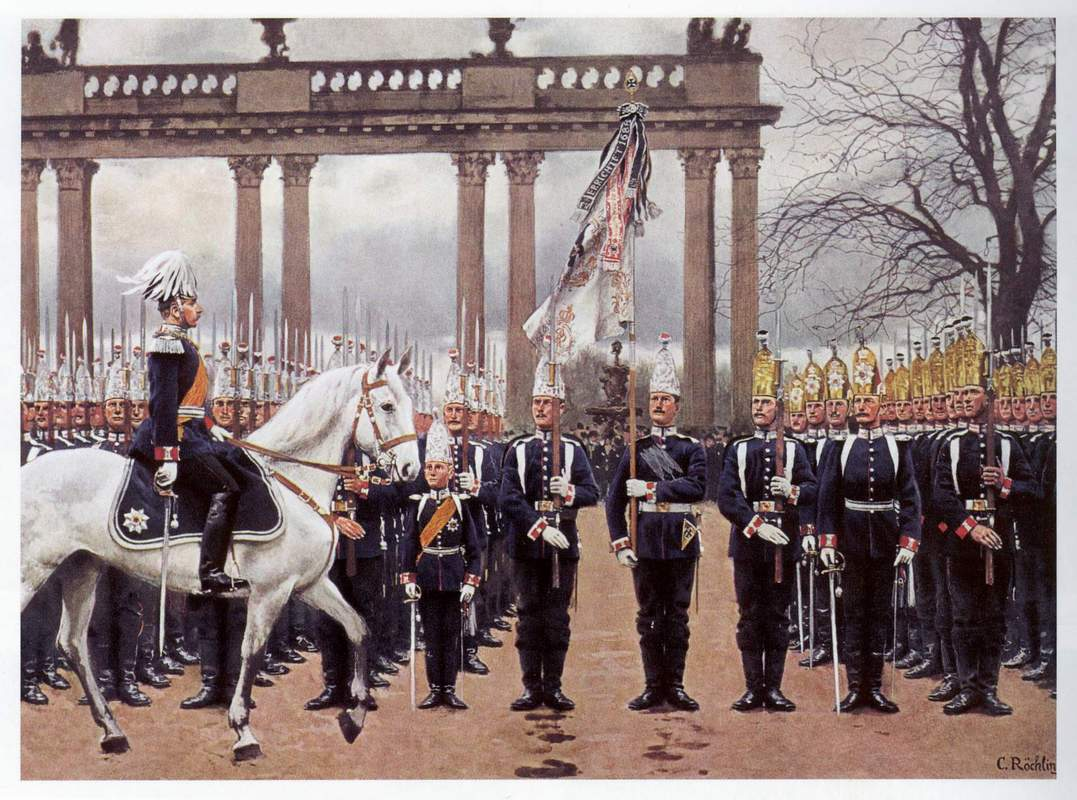
Kaiser Wilhelm II revendo as tropas prussianas, por Carl Röchling

O Exército Imperial Alemão herdou muitas das tradições e conceitos do Exército Prussiano, que era seu maior componente militar. De acordo com o artigo 61 da constituição imperial, o código militar prussiano deveria ser introduzido em todo o Reich Alemão.  Os reinos da Baviera, Saxônia e Württemberg continuaram a manter seus próprios exércitos, que ficaram sob controle imperial em tempos de guerra. Os líderes conservadores do exército assumiram um papel cada vez maior nas políticas interna e externa.
No final do século XIX, a maioria dos oficiais prussianos podia ser dividida em dois grupos: aqueles que defendiam a ousadia e o auto-sacrifício, e aqueles que defendiam a tecnologia e a manobra para minimizar as baixas.  Encontradas pela primeira vez durante a Guerra Franco-Prussiana, novas inovações tecnológicas militares, como a metralhadora, aumentaram o poder das unidades defensivas. Para os prussianos, que defendiam operações ofensivas, os ataques de infantaria corriam o risco de se tornarem assaltos sacrificiais.
Em relação a uma possível futura guerra em duas frentes, Alfred von Schlieffen, Chefe do Estado-Maior Geral de 1891 a 1906, sugeriu um esquema de implantação que ficou conhecido como Plano Schlieffen. Modificada por Moltke, o Jovem, sua intenção de derrotar rapidamente a França provou ser impossível de ser alcançada. No evento real da Primeira Guerra Mundial, na Frente Ocidental o avanço alemão estagnou na guerra de trincheiras após a Primeira Batalha do Marne. Na Frente Oriental, no entanto, as operações prussianas conseguiram cercar e esmagar os russos em Tannenberg. Embora desenvolvessem táticas de infiltração como uma forma de reintroduzir a manobra na guerra moderna, eles não conseguiram obter um avanço decisivo na ofensiva alemã de primavera na Frente Ocidental no último ano da guerra, e os alemães perderam a guerra de atrito.
O Exército Imperial Alemão foi substituído após a Primeira Guerra Mundial pelo voluntário Reichswehr da República de Weimar. Embora o Tratado de Versalhes tentasse desarmar a Alemanha, o Reichswehr manteve discretamente muitas das tradições do Exército Prussiano. O Estado-Maior foi camuflado como um Truppenamt (gabinete de tropas) indefinido, enquanto a Academia de Guerra foi substituída por escolas divisionais descentralizadas.  Hans von Seeckt, o chefe do Reichswehr, designou os novos batalhões militares como sucessores das tradições dos regimentos prussianos. 
Durante o período entreguerras, os oficiais alemães refletiram sobre como aplicar a guerra de manobras após as experiências da Grande Guerra. Inovações em blindagem e poder aéreo foram adotadas em táticas de infiltração, resultando na doutrina conhecida como Blitzkrieg.  

## Características

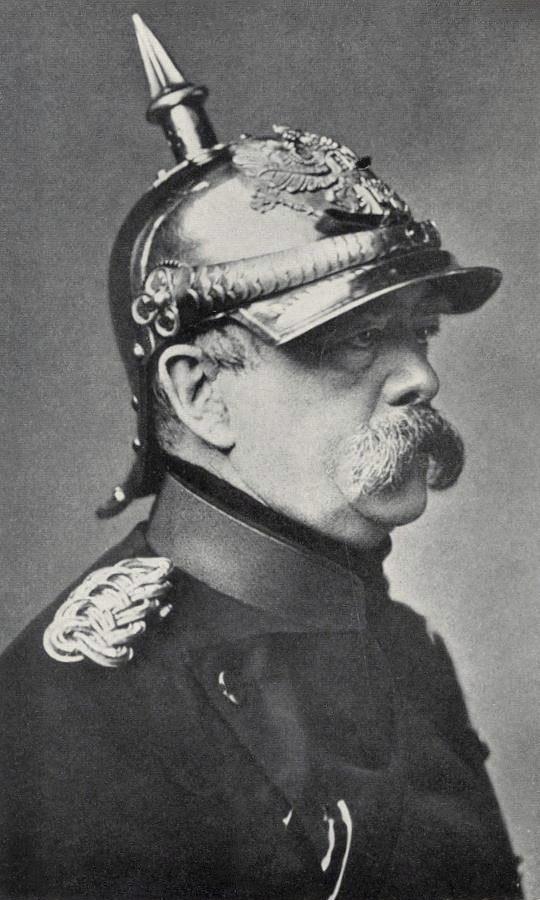
Otto von Bismarck, vestindo um Pickelhaube de metal de oficial couraceiro

A partir do século XVII, o exército de Brandemburgo-Prússia foi caracterizado por seu senso de iniciativa e comando agressivo tanto no nível tático quanto operacional da guerra. O estado Hohenzollern frequentemente tinha menos recursos e mão de obra do que seus rivais, e assim os prussianos se concentraram em alcançar rapidamente vitórias decisivas no campo de batalha para evitar guerras de atrito/cercos.  Os prussianos praticavam o que ficou conhecido como Bewegungskrieg, ou guerra de manobra, numa tentativa de atacar os flancos ou a retaguarda do inimigo.  A ênfase prussiana em batalhas decisivas em vez de guerras de atrito levou à inexperiência na guerra de cerco, na qual os prussianos foram considerados às vezes incompetentes em comparação com sua habilidade na guerra aberta. 
O Grande Eleitor praticou muitos dos conceitos aplicados ao Exército Prussiano nos séculos posteriores, incluindo ataques de flanco em Varsóvia e, em Fehrbellin, a disposição de atacar quando em menor número.  O eleitor defendeu campanhas “curtas e animadas”. 
Durante a década de 1740, Frederico, o Grande, emitiu uma série de novos regulamentos e documentos sobre as experiências de seu exército durante as duas primeiras guerras da Silésia e como elas se relacionariam com guerras futuras. As doutrinas que ele defendia focavam na velocidade e no ataque. Cavalaria mais leve e rápida era preferida à cavalaria pesada; enquanto Frederico Guilherme I tratava os hussardos como tropas de luxo, seu filho os tornou parte integrante do exército. A artilharia deveria usar canhões leves de três libras, o que compensava sua falta de potência com versatilidade.  Depois de ser derrotado pelos austríacos na Segunda Guerra da Silésia, Frederico começou a enfatizar um ataque avassalador em vez de uma guerra de atrito. Em vez de ataques frontais, o rei prussiano tentou aplicar a ordem oblíqua, pela qual a ala mais forte do seu exército se concentrava contra a ala ou flanco mais fraco do inimigo, enquanto restringia a sua própria ala mais fraca.  Frederico, o Grande, resumiu o estilo de guerra prussiano em Leuthen, defendendo um ataque ao inimigo "mesmo que ele estivesse no topo do Zobtenberg". 
A ênfase prussiana no ataque estava bem arraigada em seu corpo de oficiais. Em 1866, Flies partiu sem sucesso para a ofensiva na Batalha de Langensalza, apesar de estar em menor número do que os hanoverianos e ter as tropas de Falckenstein por perto.  Da mesma forma, em 1870, Kirchbach estava disposto a suportar baixas excessivas em Wörth sem esperar por reforços.  Moltke queria uma campanha rápida na Boêmia contra a Áustria para que a Rússia ou a França não se envolvessem na guerra austro-prussiana. Embora Moltke tenha considerado a marcha do príncipe Frederico Carlos pela Boêmia muito lenta, Hans Delbrück considerou que o eventual ataque do "Príncipe Vermelho" em Königgrätz estava na tradição prussiana, "que, ao ousar perder uma batalha, a vence". 
A guerra de movimento e ataques rápidos ao estilo prussiano era adequada para campanhas que utilizavam a infraestrutura desenvolvida da Europa Ocidental e Central, como nas guerras de unificação, mas falhou quando o Exército Alemão a aplicou na União Soviética ou no Norte da África.  Os sistemas prussianos (e mais tarde, alemães) eram considerados fracos em inteligência, contrainteligência e logística, mas durante a Primeira Guerra Mundial o Exército Alemão muitas vezes conseguiu colocar as mãos nos planos de batalha britânicos e franceses. Se o inimigo resistisse com sucesso aos ataques operacionais iniciais, o sistema prussiano teria grandes dificuldades na Stellungskrieg, ou guerra de posição, embora durante a Primeira Guerra Mundial tais ataques iniciais não fossem tão pronunciados.
O Exército Prussiano é frequentemente considerado como tendo usado o comando flexível de Auftragstaktik (táticas de missão), pelo qual oficiais subordinados lideravam usando iniciativa pessoal. Isso se desenvolveu a partir do relacionamento entre a aristocracia Junker (que constituía a maior parte do corpo de oficiais) e a monarquia. Em troca do apoio político dos nobres, os monarcas lhes concederam maiores privilégios em suas propriedades e maior iniciativa no campo de batalha. De acordo com a teoria de Auftragstaktik, o comandante emitiria uma missão aos seus oficiais subordinados, que deveriam seguir a diretiva como achassem adequado. Gneisenau foi um dos primeiros proponentes da Auftragstaktik,  e Moltke interpretou a teoria como "quanto maior a autoridade, mais curtas e gerais" as ordens;  considerável margem de manobra foi concedida aos subordinados para perseguir o objetivo.  Os historiadores do século XIX viam Leuthen como um dos melhores exemplos de Auftragstaktik  e um dos primeiros exemplos de armas combinadas. 
O Exército Prussiano adquiriu uma reputação de disciplina militar rigorosa .   
Frequentemente associado de forma estereotipada ao Exército Prussiano estava o Pickelhaube, em uso no século XIX e início do século XX. Batalhas vitoriosas eram celebradas com marchas militares, como a Hohenfriedberger Marsch, supostamente escrita por Frederico, o Grande, depois de Hohenfriedberg, e a Königgrätzer Marsch, do compositor de marchas Piefke. A tatuagem militar prussiana Großer Zapfenstreich ainda é usada pela Bundeswehr moderna. A Cruz de Ferro, adotada pelo Império Alemão e seus estados sucessores, também ainda é usada como um símbolo da Bundeswehr. 